# Франко Теста
Франко Теста (італ. Franco Testa; 7 лютого 1938 — 22 червня 2025) — італійський велогонщик.
Олімпійський чемпіон 1960 року в командній гонці переслідування, срібний призер 1964 року в командній гонці переслідування.
Срібний призер Середземноморських ігор 1959 року в індивідуальній гонці переслідування.
Срібний призер Чемпіонату світу з трекових велоперегонів 1964 року в командній гонці переслідування.